# 西野康博
西野 康博（にしの やすひろ、1949年（昭和24年）11月21日 - ）は、日本のトランペット奏者。指揮者。元徳島文理大学音楽学部助教授。桐朋学園大学音楽学部卒業。徳島県出身。

## 経歴
徳島県出身。桐朋学園大学音楽学部でトランペットを専攻し、大学を卒業後は徳島文理大学短期大学部の講師を経て徳島文理大学音楽学部の助教授に就任した。
これまでに徳島シティーオーケストラ常任指揮者や日本クラシック音楽コンクール審査員（2002年-2005年）などを歴任。

## 文献
- 『G・ホルスト作曲, 組曲 惑星 「木星」の指揮技法』（徳島文理大学研究紀要編集委員会, 志賀保隆, 2003年9月）[3]
- 『金管楽器奏法の実験的考察』（徳島文理大学研究紀要編集委員会, 1986年6月）[4]